# Požega (Croatie)
Pour les articles homonymes, voir Požega.
Požega est une ville et une municipalité située en Slavonie en Croatie. Elle est le chef-lieu du Comitat de Požega-Slavonie. Au recensement de 2001, la municipalité comptait 28 201 habitants, dont 91,59 % de Croates et 5,37 % de Serbes et la ville seule comptait 20 943 habitants.

## Histoire
La première mention de la ville de Požega (en allemand : Poschegg, hongrois: Pozsega) se trouve dans le Hungarorum Gesta, par un anonyme, notaire de Bela III (1172-1196) où il mentionne la conquête de trois forts en Slavonie - comme la zone entre les fleuves Danube et Sutla s'appelait alors: Zagreb, Vlco (Vukovar) et Posega. La forteresse de Požega, une fortification allongée hexagonale située sur une colline dans le centre-ville actuel, a été probablement construit au XIe siècle, bien que les premiers documents qui mentionnent clairement le comté de Požega date de 1210, tandis que la ville de Požega a été documentée pour la première fois dans une charte d'André II le 11 janvier 1227.

Požega faisait partie à l'origine du patrimoine immobilier de la reine croato-hongroise et a été exempté de l'autorité du vice-roi et le comté. Bien qu'aucun document n'en survit, les privilèges dont les citoyens profitaient correspondaient pleinement à ceux d'une ville libre royale.
La forteresse qui n'existe plus et la place de la ville centrale de forme irrégulière sont romanes de nature. Seuls des fragments de mur subsistent pour rappeler qu'il existait une forteresse autrefois. Des monuments subsistant de cette période sont l'église Saint-Laurent (première mention en 1303), et l'église du Saint-Esprit (construite en 1235).

Vers la fin du XIVe siècle, la ville a commencé à décliner en raison de l'insécurité économique dus aux raids ottomans. Au XVe siècle, des remparts ont été construits, remplaçant un fossé qui existait avant. Cela s'est avéré une défense insuffisante lorsque les Turcs se saisirent de Požega en 1537.

Pendant les 150 années de domination ottomane, Požega fut le siège d'un sandjak ce qui lui a donne une certaine importance. Après un déclin économique considérable, en 1537, au moment de la conquête ottomane, Požega aurait eu 110 maisons et 15 entreprises. Cependant, en 1579, il y avait 160 artisans à Požega, résultat de plus de sécurité et d'une augmentation de la population.

La mort du bey du sandjak de Požega à la bataille de Sisak en 1593, a marqué la première défaite ottomane en Europe, et après des années de déclin régulier, la domination ottomane s'affaiblit jusqu'à ce Požega soit finalement libérée le 12 mars 1688 par les citoyens dirigé par Frère Luka Ibrišimović. Cette journée est maintenant célébrée comme la journée de la ville.

Après la libération, Požega passa sous la domination des Habsbourg, et en 1745,le comitat de Požega a été restauré et la ville est retournée ainsi sous l'autorité du vice-roi croate. Požega connut une période de développement vigoureux: En 1699, un lycée est ouvert - le cinquième de la Croatie. En 1727, les jésuites construisent un théâtre, et en 1740, la première pharmacie de la ville. Il y avait aussi un collège philosophique pour les novices franciscains - la première institution telle en Slavonie, depuis la domination ottomane. Enfin, l'Academia Posegana a ouvert ses portes en 1760, plaçant Požega, avec Zagreb, Croatie parmi les centres les plus élevés d'éducation.

En 1765, l'impératrice Marie-Thérèse accorde à Požega une charte de ville libre royale et a pourvu a la construction de la cathédrale actuelle de St.Teresa d'Ávila.

En 1847, Požega est la première ville de Croatie à introduire la langue croate en usage officiel, et les réalisations de ses citoyens notables lui a valu le surnom de "Athènes de Slavonie".

De 1941 à 1945, Požega faisait partie de l'État indépendant de Croatie. Durant cette période, des crimes de guerre ont été commis contre les Serbes et la population juive, sous l'ancien chef de la police Milivoj Ašner

Le comitat de Požega a été aboli avec les autres comitats croates en 1923, et a été restauré en 1993, après l'indépendance croate. Par ailleurs, sur les traces de sa tradition comme un centre d'enseignement ainsi que d'un centre de l'église, Požega est devenu un siège de diocèse en 1997, et un collège supérieur a été ouvert en 1998.

## Personnalités liées à Požega
- Vjekoslav Babukić (1812-1875; premier secrétaire de Matica Ilirska)
- Josip Buturac - (1905-1993; historien)
- Franjo Ciraki - (1847-1912; écrivain, maire de Požega)
- Nenad Erić (footballeur croate) (26 mai 1982-)
- Boris Hanžeković - (1916-1945; athlète)
- Branko Hribar - (1930-; écrivain)
- Dubravko Jelčić - (1930-; historien, académicien)
- Janko Jurković - (1827-1889; écrivain)
- Antun Kanižlić - (1699-1777; écrivain)
- Julije Kempf - (1864-1934; historien, écrivain)
- Zlata Kolarić-Kišur (1894-1990; né à Slavonski Brod, écrivain)
- Miroslav Kraljević (1885-1913; né à Gospić, peintre)
- Dragutin Lerman (24 août 1863 - 12 juillet 1918; écrivain, explorateur)
- Stipe Mesić - (1934-; née à Orahovica, vécu à Požega, président de Croatie depuis 2000)
- Vilma Nožinić - (1897-1975; chanteuse d'opéra)
- Armin Pavić - (1844-1914; historien)
- Josip Pavičić - (1895-1963; écrivain)
- Matko Peić - (1923-1999; écrivain, peintre, professeur, academicien)
- Predrag Stojaković - (1977-; joueur de basket-ball serbe)
- Josip Eugen Tomić - (1843-1906; écrivain)

## Localités

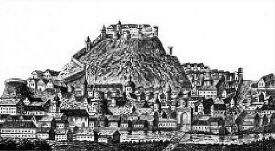
Požega médiéval

La municipalité de Požega compte 31 localités :
| - Alaginci - Bankovci - Crkveni Vrhovci - Ćosine Laze - Dervišaga - Donji Emovci - Drškovci - Emovački Lug - Golobrdci - Gornji Emovci - Gradski Vrhovci | - Komušina - Krivaj - Kunovci - Laze Prnjavor - Marindvor - Mihaljevci - Nova Lipa - Novi Mihaljevci - Novi Štitnjak - Novo Selo - Požega | - Seoci - Stara Lipa - Šeovci - Škrabutnik - Štitnjak - Turnić - Ugarci - Vasine Laze - Vidovci |